# Кханьхоа
Кханьхоа́ (вьет. Khánh Hòa, тьы-ном 慶和) — провинция в южной части центрального Вьетнама. Провинция известна своими курортами, историческими военными базами, вузами и морскими научными-исследовательскими институтами.

## История

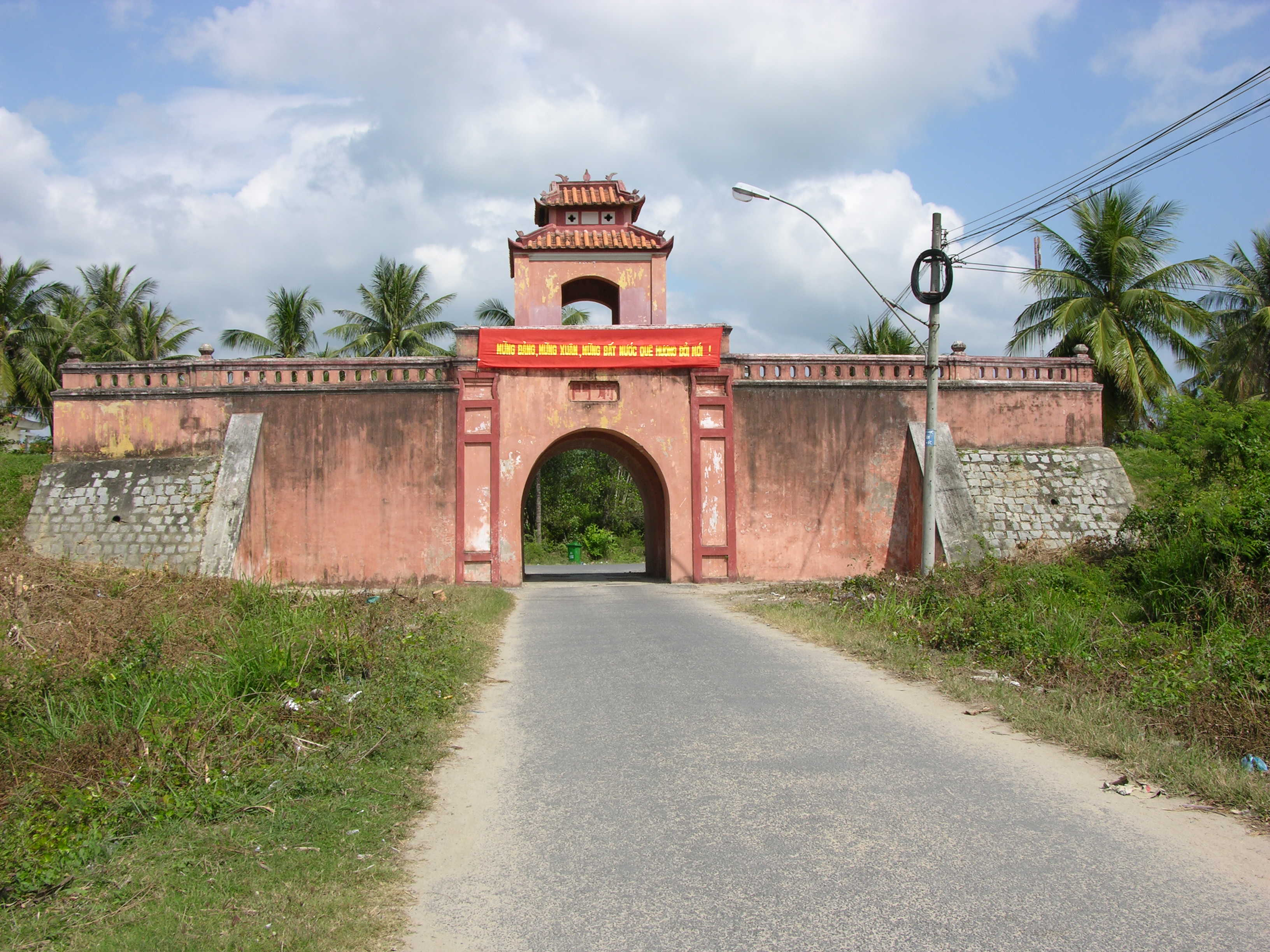
Крепость Зьенкхань (Diên Khánh) — столица провинции до 1945 г. Главные ворота. Фото 2008 г.

Первые тямы поселились здесь во II—III веках. Территория входила в королевство Чампа. В XIX веке их окончательно поглотил Дайвьет.
В 1832 году император Минь Манг (Minh Mạng) назвал эту территорию Кханьхоа и поделил на четыре района: Phước Điền, Vĩnh Xương, Quảng Phước и Tân Định.
Во времена Французского Индокитая столица провинции была перенесена в крепость Зьенкхань (Diên Khánh), и только в 1945 году она возвратилась в Нячанг.
29 октября 1977 года, после победы в войне с США, провинции Кханьхоа и Фуйен объединили в одну и назвали Фукхань (Phú Khánh). В 1977 г. Нячанг получил статус города (большого). В 1982 году к провинции присоединили архипелаг Чыонгша (Спратли). 30 июня 1989 г. провинцию вновь разделили на две прежние, Кханьхоа и Фуйен.

## Административное деление
Кханьхоа подразделяется на следующие муниципалитеты и уезды:
- Нячанг (город, административный центр)
- Камрань (город)
- Ваннинь (Vạn Ninh)
- Камлам (Cam Lâm)
- Зьенкхань (Diên Khánh)
- Кханьшон (Khánh Sơn)
- Кханьвинь (Khánh Vĩnh)
- Ниньхоа (Ninh Hòa)
- островной уезд Чыонгша[вьет.] (в том числе острова Спратли)[5]

## Экономика
В уезде Ниньхоа расположен завод крупнейшей судостроительной компании страны Hyundai Vinashin Shipyard.

### Туризм

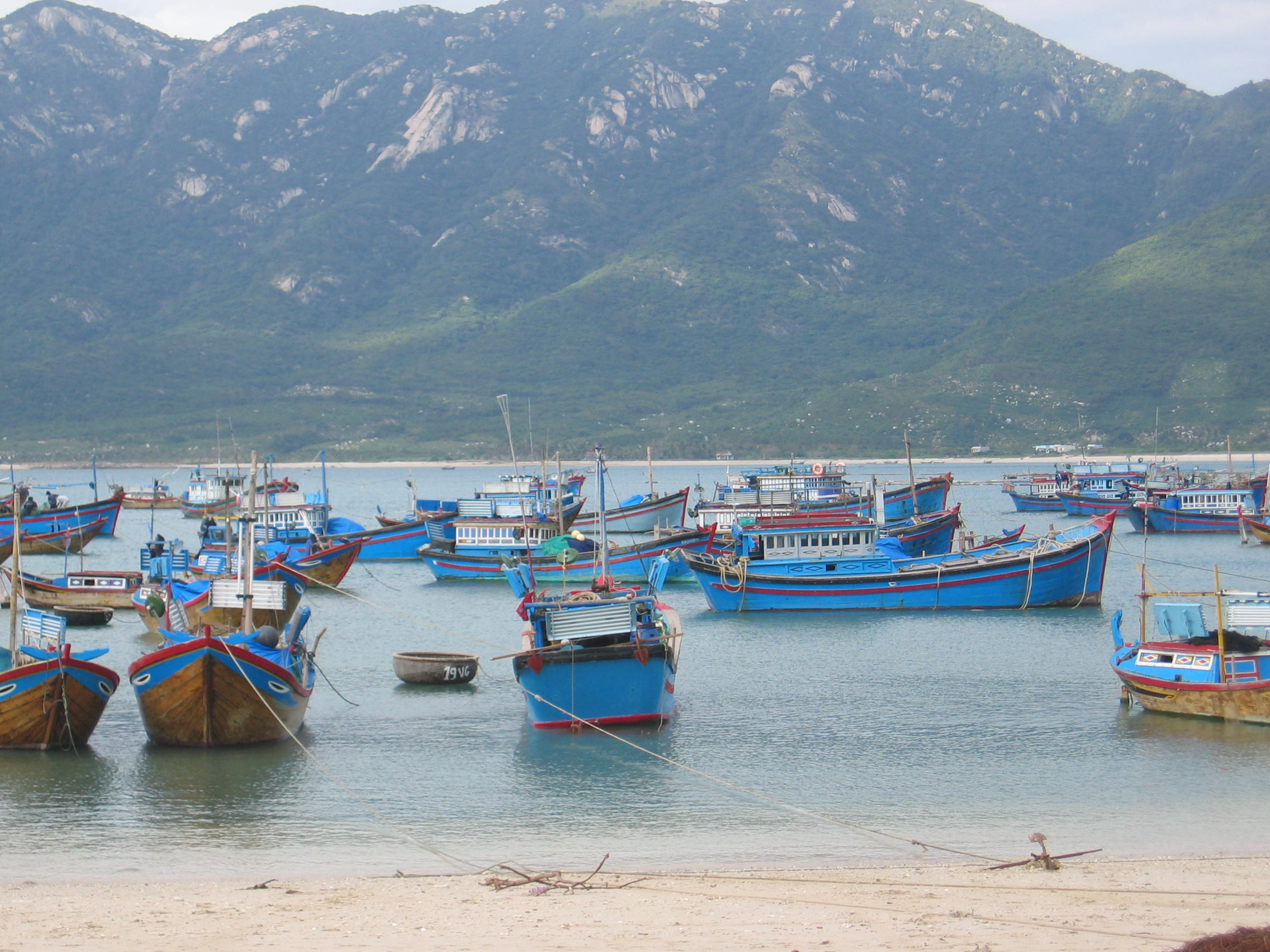
Рыбацкие лодки в провинции Кханьхоа (близ Нячанга)

Курортное развитие провинция получила ещё при последнем императоре Бао Дае, который построил в Нячанге свой летний дворец. Во время войны во Вьетнаме в 1965—1973 годах американцы обустроили в Нячанге пляжи. После окончания войны курорты восстанавливались медленно, лишь в конце 1990-х годов началось их бурное строительство. Строительство отелей, ресторанов и другой инфраструктуры продолжается и в 2010-х годах.
Аэропорт находится на полуострове Камрань, что в 30 км от Нячанга.
В провинции Кханьхоа жил самый почитаемый во Вьетнаме учёный — бактериолог Александр Йерсен. На месте его дома, недалеко от места погребения, создан музей (в уезде Зьенкхань).
К другим туристическим достопримечательностям провинции относятся водопады Бахо и пляж Зоклет (оба в уезде Ниньхоа), крепость Зьенкхань (уезд Зьенкхань), острова и храмы Нячанга.

## Военные базы
Во время войны во Вьетнаме в 1965—1973 годах в Нячанге был штаб сил специального назначения армии США (т. н. «зелёных беретов»). В настоящее время в провинции находится ряд военных баз армии Вьетнама: авиабаза в Нячанге и военно-морская база в глубоководном заливе Камрань, город Камрань (до 2001 года базу арендовала Россия).

## Спорт
- Футбольный клуб Кхатоко Кханьхоа выступает в высшей лиге страны.
- В декабре 2010 г. властям страны был представлен проект постройки трассы Формулы-1 близ Нячанга стоимостью $ 150 млн.[6] Проект остался нереализованным.